# Mothra bedroht die Welt
Mothra bedroht die Welt (japanisch モスラ, Mosura) ist ein japanischer Kaijū-Fantasy-Film der Tōhō-Studios aus dem Jahr 1961. Regisseur war Inoshiro bzw. Ishirō Honda. Die namengebende gigantische Kaijū-Motte Mothra hatte in diesem Film ihr Filmdebüt und avancierte neben Godzilla zu einem der populärsten Kaijūs der Tōhō Studios. Insgesamt erschien sie, neben Mothra bedroht die Welt, in sieben Godzilla-Filmen und ihrer eigenen Film-Trilogie.

## Handlung
In einem polynesischen Atomtestgebiet landen vier Schiffbrüchige auf einer durch atomare Bombardierung strahlenverseuchten Südsee-Insel. Nachdem sie gefunden worden sind, macht sich unter den japanischen Medizinern Verwunderung über fehlende Strahlenschäden breit. Die Überlebenden berichten, dass ihnen von Einheimischen auf der mutmaßlich unbewohnten Insel ein Saft verabreicht worden sei, welcher den Effekt der Verstrahlung aufhob.
Darauf erklärt die Regierung von Roliscia (japanisch Rorishika als Anagramm von Roshia (Russland) und Amerika (USA)), welche für die Atomtests verantwortlich war, dass die Insel zurzeit der Test unbewohnt gewesen sei. Eine Expedition mit Vertretern der japanischen und der roliscianischen Regierung wird vorbereitet, die der Angelegenheit auf den Grund gehen soll, angeführt vom Roliscianer Clark Nelson, der sich im Verlauf der Geschichte als Schurke und internationaler Kunsthändler herausstellt. Zudem sind der Ethnologe Dr. Shinichi Chūjō und der Journalist Zenichiro Fukuda, der sich heimlich an Bord des Expeditionsschiffs schleicht, Mitglieder der Expedition. 
Auf der Insel angekommen, stößt die Delegation auf einen in einem Krater gelegenen surrealen Urwald. Nachdem Chūjō eine Riesenpflanze entdeckt, von der er den Saft vermutet, wird er von einer Schlingpflanze attackiert. Er schafft es gerade noch so, ein Notsignal auszusenden, welches ein Paar kleine Zwillingsfeen (japanisch Shōbijin „kleine Schönheiten“) anlockt, die ihn bitten, auf der Insel allein gelassen zu werden. Von den Zwillingfeen begeistert, versucht Nelson diese mit Waffengewalt zu entführen, nur um darauf von Kriegern der Einheimischen umzingelt zu werden. In Anbetracht dieser Bedrohung verlässt die Expedition ohne die Zwillingsfeen die Insel. Jedoch hält dies Nelson nicht davon ab, allein zurückzukehren, den Widerstand der Einheimischen niederzuschießen und die Feen zu entführen. Zurück in Tōkyō führt Nelson diese als Attraktion einer Bühnenshow vor. Während des Auftritts singen die Mädchen ein Lied, welches die noch in einem übergroßen Ei auf der Insel schlafende Riesenmotte Mothra beschwört. Auch die verbliebenen Einheimischen versuchen mit Tanz und Gesang, Mothra zu erwecken, worauf diese in ihrem Raupenstadium aus dem Ei schlüpft und sich über einen Seeweg im Südpazifik auf den Weg nach Japan macht. Sämtliche militärischen Versuche, die Raupe Mothra aufzuhalten, scheitern kläglich, während sie hingegen eine Spur der Zerstörung hinterlässt.
Chūjō glaubt, dass die Zwillingsfeen mit Mothra in telepathischer Verbindung stehen und bittet sie, Mothra aufzuhalten. Sie meinen jedoch, sie seien machtlos in dem Bemühen, auf Mothra einzuwirken. Heimlich decken die Journalisten Fukuda und seine Kollegin, die Fotografin Michi Hanamura, auf, wie die Feen in Gefangenschaft behandelt werden, und lösen damit einen Skandal aus. 
Nachdem die japanische Regierung die Freilassung der Feen verlangte, flüchtet Nelson mit den Zwillingen auf seine Farm nach Roliscia. In Tōkyō angekommen, verpuppt sich Mothra in Shibuya unter den Überresten des zerstörten Tōkyō Towers. Zur Unterstützung des japanischen Militärs entsendet die roliscianische Regierung stationäre atomare Strahlenkanonen. Um Punkt 10 Uhr morgens verbrennen diese Mothras Kokon. Nach einem kurzzeitigen Freudentaumel entschlüpft aus den Verbrennungsrückständen des Kokons eine gigantische Mothra in ihrem Mottenstadium, die mit der Gewalt ihres Schwingenschlags im Überflug große Teile Tōkyōs zerstört, bevor sie sich auf den Weg nach Roliscia macht.
Von Panik befeuert beginnt in Roliscia die Suche nach Nelson, während Chūjō, Fukuda und Hanamura in das Land einreisen. Einem Angriff von Mothra auf New Kirk City, Roliscias Hauptstadt, fallen Tausende zum Opfer. Währenddessen wird Nelson entdeckt und in einem Feuergefecht von der Polizei erschossen. Die Zwillingsmädchen werden an Chūjō und Fukuda vor einer Kirche übergeben. Als Chūjō während eines Glockenschlags auf ein christliches Kreuz vor der gleißenden Sonne schaut, kommt ihm die Lösung, um Mothra zu besänftigen: Auf einem Flugplatz soll ein riesiges Symbol, ein Kreuz in einem Kreis mit Strahlen davon ausgehend, gezeichnet werden - ein Symbol, das Chūjō auch auf der Insel entdeckte. Er beauftragt die roliscianischen Regierungsvertreter, alle Glocken der Stadt zur selben Zeit läuten zu lassen. Der Effekt sei derselbe wie der Gesang der Zwillingsfeen.
Der Plan geht auf und Mothra landet auf dem Symbol und scheint besänftigt. Die Mädchen werden freigelassen und von Mothra zur Insel zurückgebracht.

## Hintergründe

### Deutsche Fassung
Die deutsche Filmfassung ist an manchen Stellen gekürzt - zum Beispiel ist die Entdeckungszene der Zwillingsfeen kürzer als im japanischen Original. Im Gegensatz zum nur drei Jahre später erschienenen Folge-Auftritt des Monsters Mothra in seinem Film "Godzilla und die Urweltraupen" hatte Regisseur Ishiro Honda für "Mothra bedroht die Welt" keine Szenen für internationale Fassungen eingefügt. Hartnäckig hält sich die Erzählung von einem alternativen Ende der japanischen Fassung des Films: Ursprünglich wurde von Ishirō Honda ein anderes Filmende in Hokkaidō gedreht, in dem Nelson und seine Gefährten von Mothra von einer Klippe gestoßen werden. Dieses wurde zugunsten der teureren Szene, in der Mothra die Hauptstadt von Roliscia, New Kirk City, attackiert und Nelson durch die Hand der Polizei stirbt, geschnitten. Columbia Pictures, die in den Film investiert hatten, wollten einen spektakuläreren Höhepunkt und Tōhō gab nach. Das alternative Ende ist seitens Tōhō niemals veröffentlicht worden.
Im japanischen Original und der US-Fassung wird die Insel der Feen "Infant Island" (japanisch "インファント島" ("Infanto tō")) genannt. Im Deutschen heißt die Insel "Beiru".
Während in der japanischen Fassung und der US-Fassung die Größe der Feen mit 30 cm beziffert wird, sind sie in der deutschen Synchronfassung lediglich 20 cm groß.
"Mothra bedroht die Welt" erschien erst 1994 in deutscher Synchronfassung des Senders Kabel 1 und wirkt daher moderner. Auch hatte sich in dieser die Aussprache des Monsters Mothra etabliert, welches in Godzilla und die Urweltraupen noch "Modra" genannt wurde.

### "Roliscia"
Der fiktive Schurkenstaat Roliscia (als leicht veränderter Name des japanischen "Rorishika" (ロリシ刀) und Portmanteau von "Russland" (japanisch "Roshia" (ロシア)) und "Amerika" (japanisch "Amerika" (アメリカ))) dient als eine möglichst harmlose Anlehnung an die Staaten USA und die Sowjetunion der frühen 60er Jahre. Die japanisch-roliscianischen Spannungen werden auch schon im Roman "The Luminous Fairies and Mothra" (発光妖精とモスラ Hakkō Yōsei to Mosura) thematisiert, auf dem der Film basiert, und referenzieren die öffentliche Diskussion um den Vertrag über gegenseitige Kooperation und Sicherheit zwischen Japan und den Vereinigten Staaten in der realen Welt. In späteren Filmauftritten von Mothra, sowie im Gesamtopus der Godzilla-Filme wird der Staat Roliscia nicht mehr erwähnt und es ist unklar, ob er auch in der Welt von Godzilla existiert.

### Kulturelle Aneignung
Die Ureinwohner der Insel im Südpazifik werden von japanischen Schauspielern mit Blackfacing-Methoden dargestellt. In späteren Filmauftritten der Mothra-Insel, so auch in Godzilla und die Urweltraupen, tragen die Ureinwohner hingegen rote Körperbemalung und werden auch von internationalen Schauspielern verkörpert.

## Produktion
Der Film wurde durch einen Traum, den Eiji Tsuburaya hatte, inspiriert. Tsuburaya war seinerzeit die treibende Kraft hinter nahezu allen großen japanischen Kaijūfilmen. In frühen Produktionsnotizen und Skizzen wurde Mothra noch als wissenschaftlich korrekt dargestellter Trägspinner gezeichnet. Während des Produktionsverlaufs wurde das Konzept eines schrecklichen Monsters verworfen und mehr auf ein elegantes und fantastisches Design gesetzt.
Tomoyuki Tanaka beauftragte drei Autoren (Takehiko Fukunaga, Yoshie Hotta und Shinichirō Nakamura), die jeweils ein Drittel der Geschichte schrieben. Unter Hakō Yōsei to Mosura (発光妖精とモスラ, „Mothra und die leuchtenden Feen“) wurde diese als Serie in der Wochenzeitung Shūkan Asahi veröffentlicht. Im Drehbuch hieß der Film zuerst Daikaijū Mosura (大怪獣モスラ, „Riesenmonster Mothra“), was später zu Mosura verkürzt wurde. Für das Drehbuch nahm Shinichi Sekizawa wichtige Elemente aus der Geschichte und fügte eine märchenhafte Atmosphäre hinzu.
Die Filmmusik wurde von Komponist Yūji Koseki geschrieben. Dieser hatte zwar bereits zuvor Filmmusik geschrieben, aber war zu diesem Zeitpunkt eher für seine Hitsongs für Popstars der Nippon Columbia Plattenfirma bekannt. Vor allem waren es die Arbeiten für das Pop-Duo Die Peanuts, welche als Feenzwillinge für den Film engagiert wurden, die seinen damaligen Bekanntheitsgrad begründeten.
Besonders beeindruckend gerieten die für den Film errichteten Miniatursets. Tsuburaya, dem unter anderem die Übersicht für die Spezialeffekts unterlag, ließ ganze Stadtviertel maßstabsgetreu (in einem Maßstab 1:100) errichten. Auch Mothra war eine kleine Sensation. Entgegen der Annahme, dass für den Film ausschließlich eine Puppe verwendet wurde, wurde für die Flugszenen mit einem enormen Kostüm gearbeitet, für dessen Bewegungen sieben Männer benötigt wurden und in dem Godzilla-Schauspieler Haruo Nakajima steckte.

## Filmstart
Mit 9 Mio. verkauften Eintrittskarten startete der Film am 30. Juli 1961 in den japanischen Kinos. Filmstart in den US-Kinos war der 10. Mai 1962. In Deutschland lief der Film nie im Kino und hatte erst am 13. Februar 1994 seine Deutschlandpremiere bei Kabel 1. Am 12. April 2019 veröffentlichte Anolis den Film in der Amerikanischen und Japanischen Schnittfassung in Deutschland auf DVD und Blu-ray.

## Rezeption
Der film-dienst sprach von einem „utopischen Monsterfilm aus japanischer Serienproduktion“, der „in Idee und Realisierung gleichermaßen einfältig“ sei. Gleichzeitig verstehe er sich „als chiffrierter Protest gegen die amerikanischen Experimente mit Kernwaffen im Südpazifik“.
Der Publizist Jörg Buttgereit nennt das Werk einen "märchenhaften Familienfilm, ohne westliche Monstervorbilder" und spricht von einem Film, der "von Grund auf japanisch" sei. Es gehe nicht um Realismus, sondern um eine Ästhetik, die sich selbst genüge, in sich ruhe und erhaben über der naiven Moral des Films liege.